# Nymphon macrum
Nymphon macrum är en havsspindelart som beskrevs av Wilson, E.B. 1880. Nymphon macrum ingår i släktet Nymphon och familjen Nymphonidae. Inga underarter finns listade i Catalogue of Life.